# Granges-du-Liège
Granges-du-Liège era una comuna francesa que estaba situada en el departamento de Doubs, de la región de Borgoña-Franco Condado, que en 1822 pasó a formar parte de la comuna de Mérey-sous-Montrond.

## Demografía
| Gráfica de evolución demográfica de Granges-du-Liège entre 1800 y 1821 |
|                                                                        |

Los datos demográficos contemplados en este gráfico se han cogido de la página francesa EHESS/Cassini.